# أندراش ساس
أندراش ساس (بالرومانية: András Szász)‏ مواليد 24 يناير 1994 في رومانيا، هو لاعب كرة يد روماني. يلعب حاليا مع نادي أودريهيو سكويسك لكرة اليد ويحمل الرقم 20. مثل منتخب رومانيا لكرة اليد.